# Султоянев конак
Султояневият конак (на гръцки: Kονάκι Σουλτογιάννη) е историческа сграда в кукушкото село Михалово (Михалици), Гърция, обявена за паметник на културата.
Сградата е построена в 1918 година от собствениците на чифлика Михалово братя Султояни. Архитектът на къщата е руснак, дошъл специално за този проект от Австрия. Представлява голяма каменна постройка с плосък покрив на етажа и двускатни покриви на мансардите. Мансардите са над входовете и имат красиви богато украсени железни парапети. Сградата се отличава с простота и пълна симетрия и е развита по хоризонталната ос. Украсата се състои от много неокласически архитектурни елементи – като фризове, рамки на прозорците, псевдоколони в ъглите, декоративни геометрични елементи в парапета на покрива.
В 1985 година сградата като „ценен образец на архитектурата от първите 20 години на XX век“ е обявена за паметник на културата.